# إرنست بول (لاعب كرة قدم)
إرنست بول (بالبولندية: Ernest Pohl)‏ (3 نوفمبر 1932 برودا شلاسكا في بولندا - 12 سبتمبر 1995 بهاوزاخ في ألمانيا) هو لاعب كرة قدم بولندي في مركز الهجوم، شارك في الألعاب الأولمبية الصيفية 1960. وشارك مع منتخب بولندا لكرة القدم. أما مع النوادي، فقد لعب مع غورنيك زابجه وليغيا وارسو وSlavia Ruda Śląska ‏ ورابطة وارسو ‏.

## وصلات خارجية
- إرنست بول على موقع الاتحاد الدولي (مؤرشف)  (الإنجليزية)
- إرنست بول على موقع الاتحاد الأوربي (الإنجليزية)
- إرنست بول على موقع قاعدة بيانات كرة القدم.إي يو (الإنجليزية)
- إرنست بول على موقع ناشيونال فوتبول تيمز (الإنجليزية)
- إرنست بول على موقع عالم كرة القدم.نت (الإنجليزية)
- إرنست بول على موقع أوليمبيديا (الإنجليزية)
- إرنست بول على موقع اللجنة الأولمبية البولندية (مؤرشف) (البولندية)